# Proteína fosfatasa dual específica DUPD1 y DUSPXX
Las enzimas Proteína fosfatasas dual específicas DUPD1 y DUSPXX catalizan la reacción de defosforilación de una fosfoproteína.
fosfoproteína + H2O {\displaystyle \rightleftharpoons } proteína + fosfato
Pertenecen a la clase dual específica de las proteína fostatasas, EC 3.1.3.48 y 3.1.3.16. Este grupo de enzimas eliminan el grupo fosfato unido a un aminoácido serina, treonina y/o tirosina de un amplio rango de fosfoproteínas incluyendo algunas enzimas que han sido fosforiladas bajo la acción de una kinasa. Son muy importantes en el control de eventos intracelulares en células eucariotas.

## Proteína fosfatasa dual especifica DUPD1
- Fosfatasa dual específica (DUPD1). Su localización celular es el citoplasma y se expresa en el músculo esqueletal, hígado y tejido adiposo.

## Proteína fosfatasas dual específicas DUSPXX

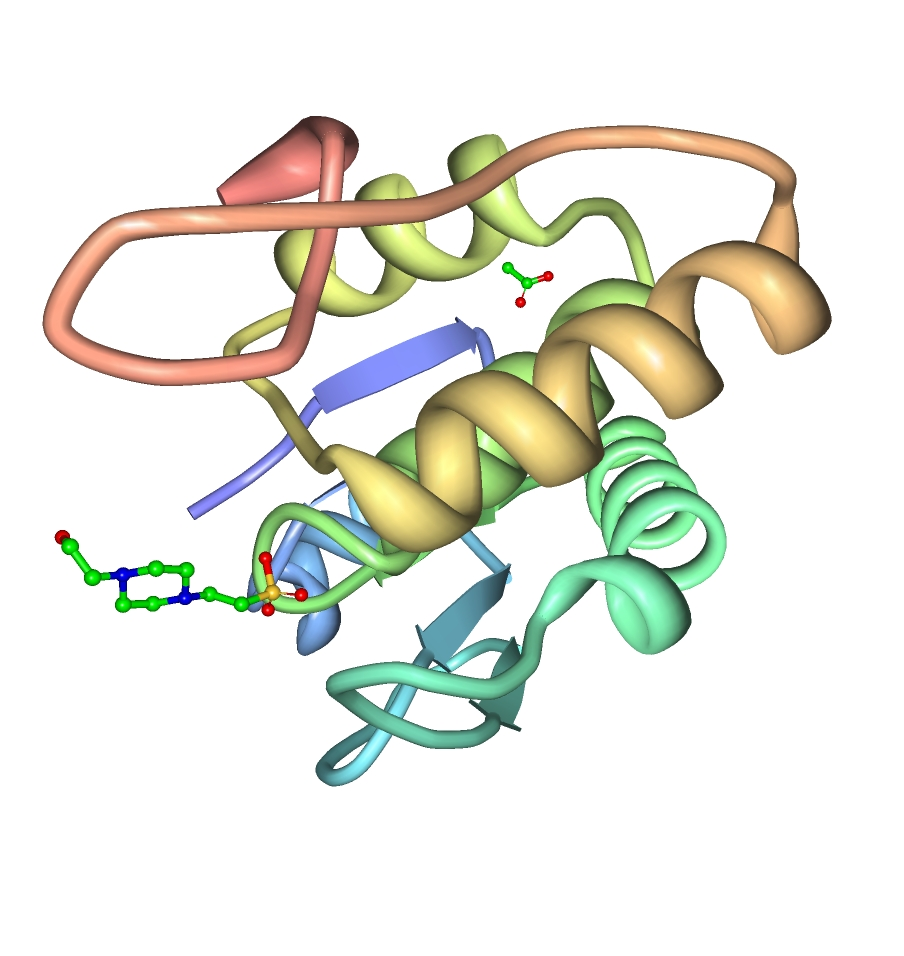
Estructura 3D de la proteína fosfatasa dual específica DUSP18 humana. PDB 2ESB.

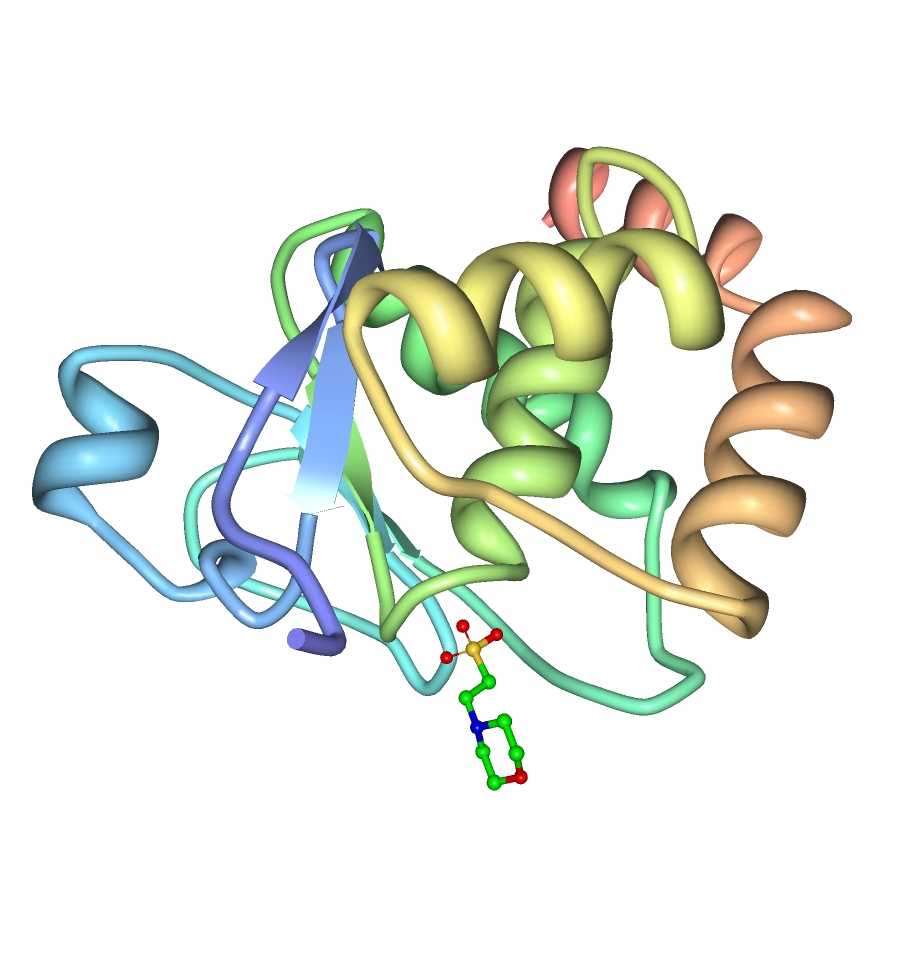
Estructura 3D de la proteína fosfatasa dual específica DUSP22 humana. PDB 1WRM.

- Proteína fosfatasa dual específica 1 (DUSP1). Defosforila la MAP kinasa ERK2 (mitógeno activada proteína kinasa) en la Thr-183 y Tyr-185. Se expresa en altos niveles en los pulmones, hígado, placenta y páncreas. Se observan niveles moderados en el corazón y músculo esqueletal. Se expresa en niveles bajos en el cerebro y riñones. Es inducida por estrés oxidativo y golpe de calor.

- Proteína fosfatasa dual específica 2 (DUSP2). Regula la transducción de señales mitogénicas defosforilando residuos treonina y tirosina en las MAP kinasas ERK1 y ERK2. Su localización celular es el núcleo y se expresa en tejidos hematopoyéticos.

- Proteína fosfatasa dual específica 3 (DUSP3). Muestra actividad hacia un tirosina-proteína fosfato y hacia un serina-proteína fosfato.

- Proteína fosfatasa dual específica 4 (DUSP4). Tiene la misma función que la DUSP2. Su localización celular es el núcleo.

- Proteína fosfatasa dual específica 5 (DUSP5). Muestra actividad fosfatasa con diversos sustratos, mostrando su máxima actividad con la ERK1. Su localización celular es el núcleo.

- Proteína fosfatasa dual específica 6 (DUSP6). Inactiva las MAP kinasas teniendo especificidad por la familia ERK. Su localización celular es el citoplasma y se presenta en dos isoformas (1 y 2) de 381 y 235 AA respectivamente.

- Proteína fosfatasa dual específica 7 (DUSP7). También conocida como PYST2. Regula la actividad de la familia MAP kinasa en resupuesta a los cambios en el medio ambiente celular. Se presenta en dos isoformas, PYST2-L y PYST2-S, de 368 y 73 AA respectivamente. Se cree que la PYST2-S actúa como regulador negativo de PYST2-L aunque no está claro si es por transcripción competitiva, traducción competitiva o factores de activación. Su localización celular es el citoplasma y se expresa en niveles mayor en células hematopoyéticas malignas que en las no malignas.

- Proteína fosfatasa dual específica 8 (DUSP8). Muestra actividad sobre el tirosina-proteína fosfato y serina/treonina-proteína fosfato. Su localización celular es el citoplasma y núcleo, y es abundante en el cerebro, corazón y músculo esqueletal.

- Proteína fosfatasa dual específica 9 (DUSP9). Inactiva las MAP kinasas teniendo especificidad por la familia ERK. Su localización celular es el citoplasma.

- Proteína fosfatasa dual específica 10 (DUSP10). Participa en la inactivación de las MAP kinasas. Tiene especificidad por la subfamilia MAPK11/MAPK12/MAPK13/MAPK14. Su localización celular es el citoplasma y núcleo.

- Proteína fosfatasa dual específica 12 (DUSP12). Necesita como cofactor dos iones de zinc. Su localización celular es el núcleo y se expresa en muchos tejidos, sobre todo en el bazo, testículos, ovarios y leucocitos periféricos y en menor nivel en el hígado y pulmones.

- Proteína fosfatasa dual específica 13 (DUSP13). Puede estar involucrado en la regulación de la meiosis y/o en la diferenciación de las células germinales testiculares durante la espermatogénesis. Exhibe actividad fosfatasa intrínseca sobre los residuos fosfo-tirosilo y fosfo-serilo/treonilo de la proteína básica de la mielina. Se expresa abundantemente en los testículos.

- Proteína fosfatasa dual específica 14 (DUSP14). Participa en la activación de las MAP kinasas. Defosforila las ERK, JNK y p38 MAP-kinasas. Interacciona con la CD28.

- Proteína fosfatasa dual específica 15 (DUSP15). Se presenta en tres isoformas (1, 2 y 3) de 295, 232 y 235 AA. La localización celular de las isoformas 1 y 2 es el citoplasma, mientras que la isoforma 3 está situada en la membrana celular lado citoplasma. Es expresada en un nivel alto en los testículos.

- Proteína fosfatasa dual específica 16 (DUSP16). Participa en la inactivación de las MAP kinasas. Su localización celular es el núcleo y citoplasma.

- Proteína fosfatasa dual específica 18 (DUSP18). Puede defosforilar péptidos MAPK sintéticos monofosforilados y difosforilados, con preferencia por la fosfotirosina y formas difosforiladas de la fosfotreonina. Es activada por los iones manganeso e inhibida por el ácido yodoacético. Su localización celular es el citoplasma y núcleo. Se expresa en muchos tejidos y en altos niveles en el hígado, cerebro, ovarios y testículos.

- Proteína fosfatasa dual específica 19 (DUSP19). Tiene una especifidad dual sobre las proteínas que contienen Ser/Thr y Tyr. Se expresa en el corazón, pulmones, hígado y páncreas. El nivel de expresión en el páncreas es el más alto.

- Proteína fosfatasa dual específica 21 (DUSP21). Puede defosforilar péptidos MAPK sintéticos monofosforilados y difosforilados, con preferencia por la fosfotirosina y formas difosforiladas de la fosfotreonina. Su localización celular es el citoplasma y núcleo. Se expresa en los testículos.

- Proteína fosfatasa dual específica 22 (DUSP22). Activa la ruta de señalización Jnk. Defosforila y desactiva las kinasas SAPK y JNK. Su localización celular es el núcleo y el citoplasma. Se presenta en dos isoformas (1 y 2) de 184 y 205 AA respectivamente. Se expresa en muchos tejidos con la expresión más alta observada en el corazón, placenta, pulmones, hígado, riñones y páncreas.

- Proteína fosfatasa dual específica 23 (DUSP23). Media en la defosforilación de las proteínas fosforiladas en residuos Tyr y Ser/Thr. Su localización celular es principalmente el citoplasma (citosol) aunque también está presente en el núcleo. Se expresa en muchos tejidos; en un nivel alto en el bazo, próstata, colon, glándula adrenal, glándula mamaria, glándula tiroides y tráquea. Se expresa en un nivel bajo en el útero, intestino delgado, vejiga urinaria, médula ósea, cerebro, médula espinal y estómago.

- Proteína fosfatasa dual específica 26 (DUSP26). Inactiva la MAPK1 y la MAPK3 que desencadena en la defosforilación de la proteína 4 del factor del golpe de calor (HSF4) y una reducción en su actividad de unión al ADN. Inhibie la MAP kinasa p38 defosforilándola e inhibe la apoptosis en las células cancerosas anaplásticas del tiroides. También puede inducir la activación de la MAP kinasa p38 y de la c-Jun N-terminal kinasa (JNK). Su localización celular es el citoplasma, núcleo y aparato de Golgi. Se presenta en dos isoformas (1 y 2) de 211 y 86 AA respectivamente. Se expresa en el cerebro a excepción del hipocampo. También se expresa en los cánceres embrionales (retinoblastoma, neuropitilioma y neuroblastoma) y el cáncer anaplático de tiroides.

- Proteína fosfatasa dual específica 28 (DUSP28).

### NiceZyme
- NiceZyme 3.1.3.48 (en inglés).
- NiceZyme 3.1.3.16 (en inglés).

### En Wikipedia
- DUSP1 en Wikipedia inglesa.
- DUSP2 en Wikipedia inglesa.
- DUSP3 en Wikipedia inglesa.
- DUSP4 en Wikipedia inglesa.
- DUSP5 en Wikipedia inglesa.
- DUSP6
- DUSP7
- DUSP10
- DUSP12 en Wikipedia inglesa.
- DUSP13 en Wikipedia inglesa.
- DUSP15 en Wikipedia inglesa.
- DUSP16
- DUSP18
- DUSP19
- DUSP22

### Artículos en línea
- Dual-specificity phosphatase 5 (DUSP5) as a direct transcriptional target of tumor suppressor p53 (en inglés).
- Dusp6 (Mkp3) is a negative feedback regulator of FGF-stimulated ERK signaling during mouse development (en inglés).
- The Dual-Specificity Protein Phosphatase DUSP9/MKP-4 Is Essential for Placental Function but Is Not Required for Normal Embryonic Development (en inglés).
- MAPK phosphatase DUSP16/MKP-7, a candidate tumor suppressor for chromosome region 12p12–13, reduces BCR-ABL-induced transformation (en inglés).

- Datos: Q6088514